# Karin Björquist
Karin Björquist, född 2 januari 1927 i Säffle, död 2 september 2018 i Stockholms Sankt Johannes distrikt, var en svensk keramiker och formgivare som verkade i över 45 år på Gustavsbergs porslinsfabrik. Hon räknas vid sidan av Wilhelm Kåge och Stig Lindberg till Gustavsbergs mest betydande formgivare och keramiker.

## Biografi

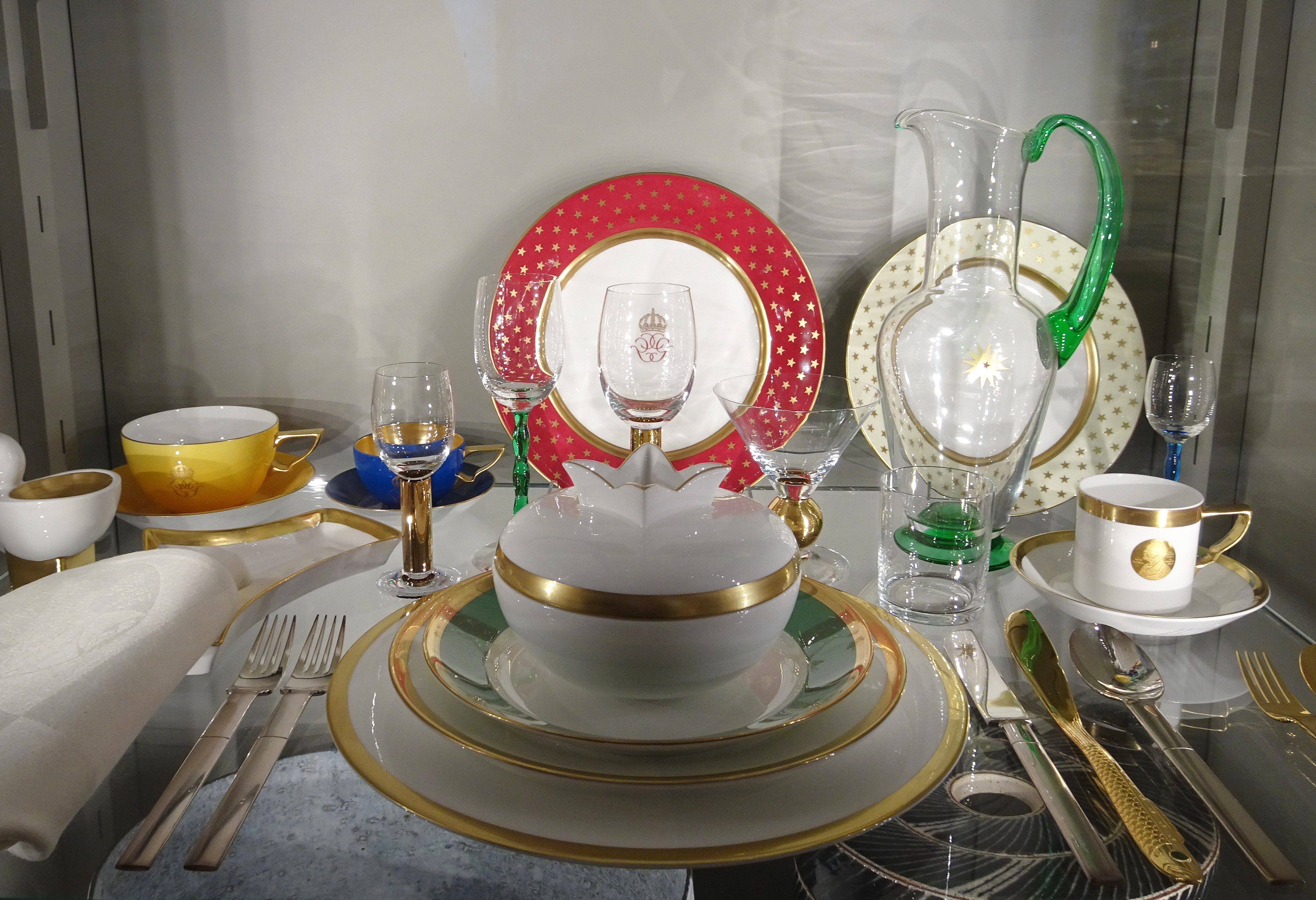
Nobelservisen från 1991 i Nationalmuseums permanenta utställning.

Efter studier vid Konstfackskolan 1945–1950 under huvudläraren i keramik Edgar Böckman anställdes Karin Björquist 1950 som formgivare och konstnär på Gustavsbergs porslinsfabrik, där hon var verksam fram till 1994. Hon var konstnärlig ledare 1981–1986. Det var främst genom de många serviserna hon nådde den stora publiken.
Hon formgav cirka 20 serviser, såsom Svart Ruter (1953), Vardag (1953), Kobolt (1958), Röd kant (1968), Stockholm (1986) och 1900-talets svenska festservis Nobelservisen i benporslin, som togs fram år 1991 till Nobelstiftelsens 90-årsfirande. Servisen togs över av Rörstrand och lades ner 2015. Hon formgav även en plastservis i klar orange färg med namnet Zoom från 1968. Karin Björquist utförde en rad keramiska arbeten till offentlig miljö, såsom i tunnelbanestationen Mariatorget i Stockholm (tillsammans med Kjell Abramson) och i arkitekten Peter Celsings nya Riksbankshuset från 1976 vid Brunkebergstorg. Björquist var även med vid restaureringen av Sturebadet 1988.
Karin Björquist kombinerade bruksvaran med det estetiskt sköna, helt enligt Svenska Slöjdföreningens valspråk ”vackrare vardagsvara”. Genom åren mottog hon många utmärkelser, bland annat guldmedalj vid Triennalen i Milano 1954, Lunningpriset 1963 och Prins Eugens medalj för ”framstående konstnärlig gärning” 1982. Hon är representerad på flera museer runt om i världen, bland annat vid Nationalmuseum. Nobelservisen belönades 1992 med Utmärkt Svensk Form av föreningen Svensk Form.
Hon var från 1954 gift med Lennart Lindkvist, verkställande direktör för Svenska Slöjdföreningen, senare Svensk Form, 1973–1995.